# زبرجد زيتوني

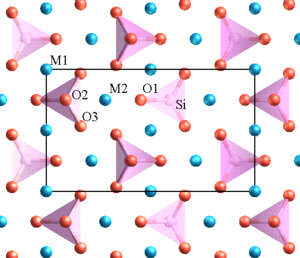
التركيب البلوري للزبرجد الزيتوني مبين في الشكل 1 حيث ننظر على طول المحور "أ". تظهر ذرات الأكسجين باللون الأحمر والسيليكون باللون الوردي والمغنيسيوم / الحديد باللون الأزرق. يظهر مسقط خلية الوحدة وهي محددة بالمستطيل الأسود. وتتكرر خلية الوحدة إلى أعلى وإلى أسفل والى اليمين وإلى اليسار ، وكذلك تتكرر على محور الرؤية العمودي على الصفحة.

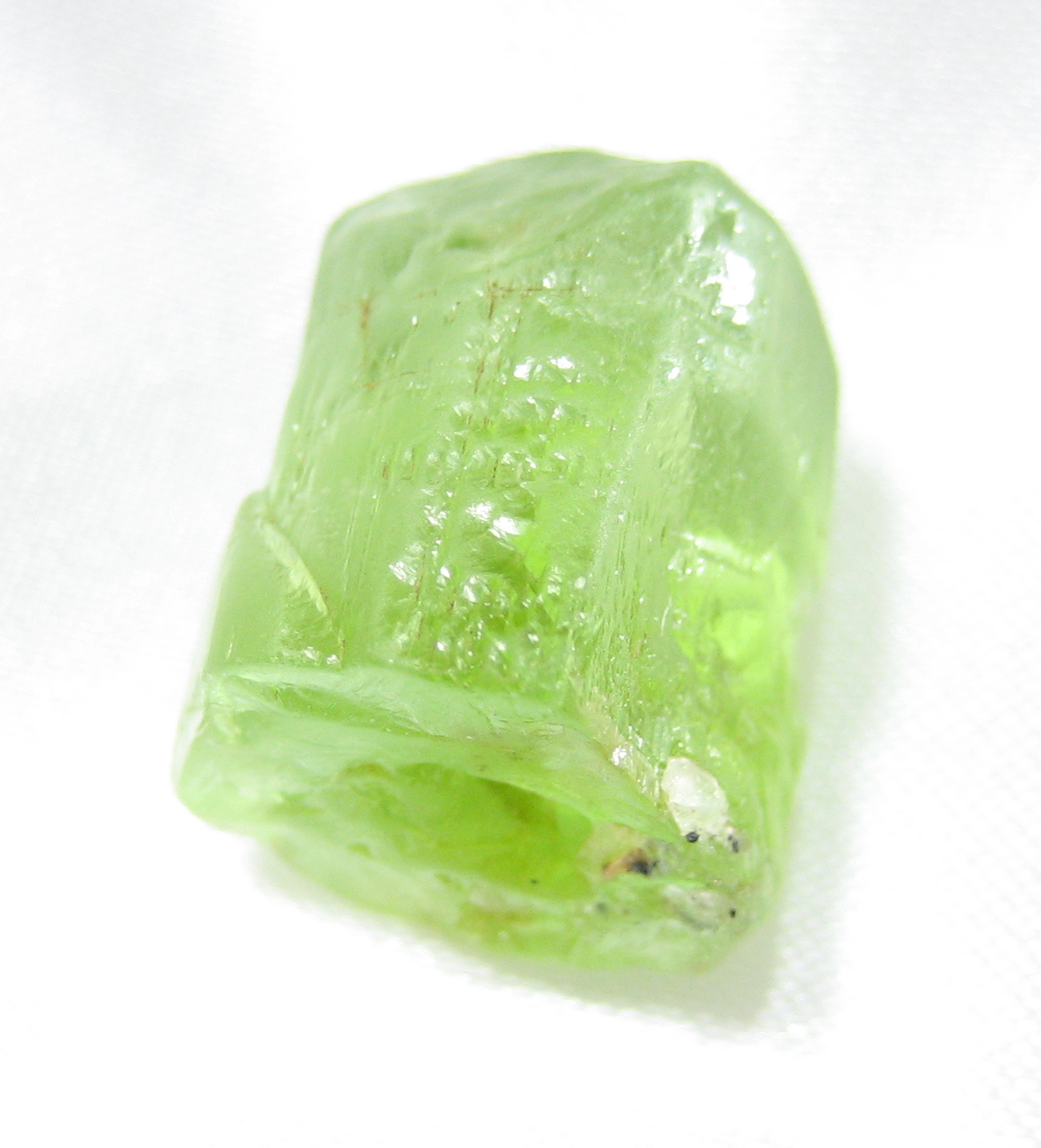

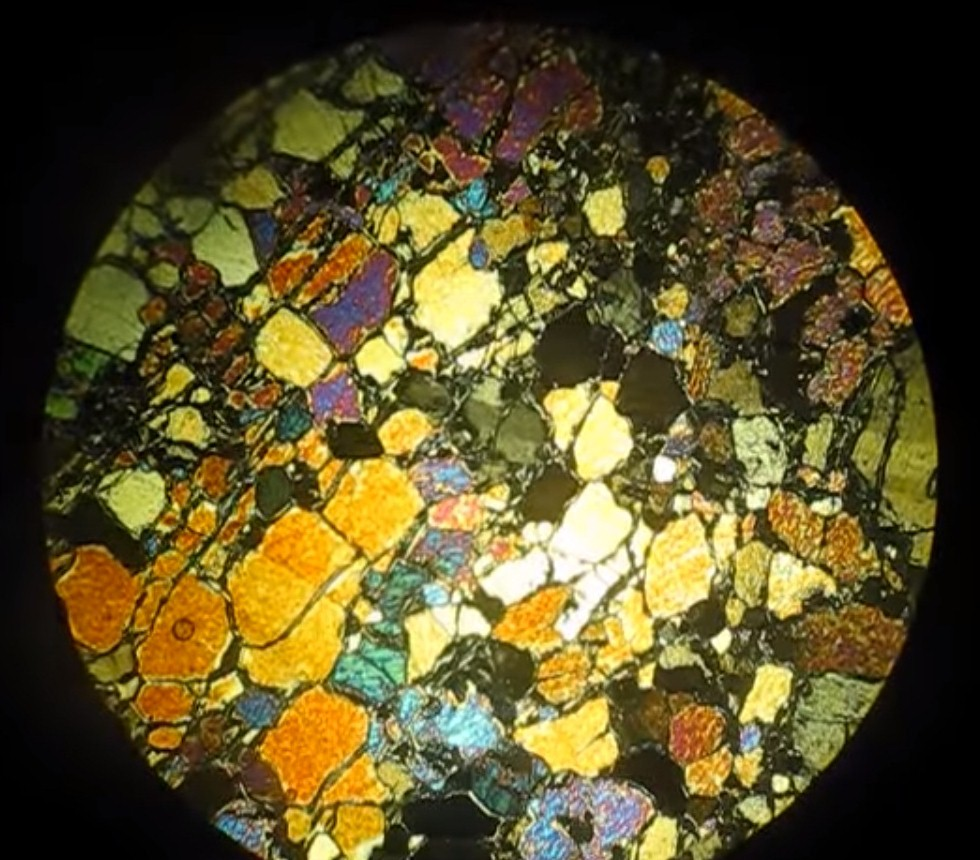
صورة مجهرية للأوليفين تحت الضوء المستقطب

معدن الأوليفين أو الزبرجد الزيتوني (olivine) هو معدن مركب من سيليكات المغنسيوم والحديد، وتركيبه الكيميائي (Mg,Fe)2SiO4. وهو أحد المعادن الموجودة في القشرة الأرضية، كما يوجد في كثير من النيازك والشهب الساقطة على الأرض، وفي القمر وفي المذنب ويلد 2. تسمى الحالة النقية منه ذات البلورات الكبيرة زبرجد peridot . 
يحتوي المعدن على خليط من السائلين الجامدين فورستريت forsterite وفياليت fayalite حيث تزيد نسبة المغنسيوم في الفورستريت وتزيد نسبة الحديد في الفياليت. ويحدد تركيب الأوليفين على أساس النسبة المولية للفورستريت (Fo) والفياليت (Fa) مثل Fo70Fa30. ويتميز الفورستريت بدرجة انصهار عالية تبلغ 1900 درجة مئوية، بينما ينصهر الفياليت عن درجة منخفضة نسبيا، عند نحو 1200 درجة مئوية. وتعتمد درجة انصهار الأوليفين على نسبة الفورستريت إلى الفياليت، كما تعتمد الخواص الأخرى للأوليفين على تلك النسبة.
يحتوي الأوليفين عادة على كميات بسيطة من الشوائب، أهمها النيكل والمنجنيز. وهو يوجد في الصخور النارية وفي بعض الصخور المتحولة. يتبلور الأوليفين الغني بالمغنسيوم من الصهارة الغنية بالمغنسيوم والفقيرة بالسيليكا، وتكون تلك الصهارة عادة بازلت.
أما الأوليفين الغني بالحديد فهو قليل الوجود، ويوجد في الصخور النارية وبكميات قليلة في الجرانيت والريوليت والكوارتز. وبالعكس فلا يوجد الأوليفين الغني بالمغنسيوم في السيليكا ويكون في حالة مستقرة، إذ يتفاعل ويشكل ما يسمى اورثوبيروكسين Mg,Fe)2Si2O6).

## البنية البلورية
تتبلور المعادن في مجموعة الزبرجد الزيتوني في نظام يسمى مجموعة فضاء
Pbnm (مع سيليكات رباعي السطوح المعزولة ، مما يعني أن الأوليفين هو سيليكات النيزوسيليكات. يمكن وصف بنيته البلورية بأنها مجموعة سداسية الشكل ومترابطة بشكل وثيق مع أيونات الأكسجين وتكوّن نصف مواقع الاوكتاهدرا (ثماني الأسطح) مشغولة بأيونات المغنيسيوم أو الحديد وثُمن مواقع التتراهدرا (رباعي الأسطح) التي تشغلها أيونات السيليكون.
هناك ثلاثة مواقع أكسجين مميزة (تم وضع علامة O1 و O2 و O3 في الشكل 1) ، وموقعان معدنيان متميزان (M1 و M2) وموقع واحد فقط من السيليكون المميز. الذرات O1 و O2 و M2 و Si كلها تقع على مستوى المرآة ، بينما يوجد M1 فيى مركز انعكاس. O3 تكمن في موقع عام.

## اقرأ أيضا
- بيروكسين
- بازلت
- ريوليت
- جبل يار